# فرمان مجلس سنا در مورد باکانالیا

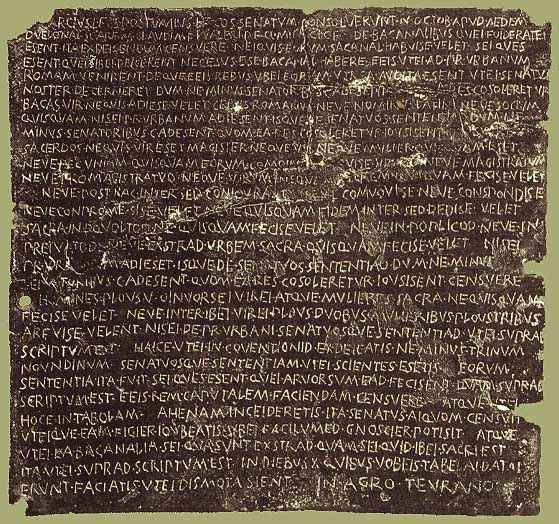
فرمان مجلس تکثیر بر اساس مالش کتیبه ای که به صورت قلمی روی برنز حکاکی شده‌است. اصل در موزه Kunsthistorisches، وین است.

فرمان مجلس سنا در مورد باکانالیا (انگلیسی: Senatus consultum de Bacchanalibus) یک کتیبه قابل توجه لاتین باستانی است که قدمت آن به ۱۸۶ قبل از میلاد می‌رسد. در سال ۱۶۴۰ در تیریولو، در کالابریا، جنوب ایتالیا کشف شد. این سند که توسط پرایتور روم منتشر شده‌است، محتوای فرمان سنای روم مبنی بر ممنوعیت جشن باکانالیا در سراسر ایتالیا را بیان می‌کند، مگر در موارد خاص خاص که باید به‌طور خاص توسط سنا تصویب شود.